# Сквер імені Бориса Нємцова

Сквер імені Бориса Нємцова

Сквер імені Бориса Нємцова — сквер, розташований на розі вулиці Дениса Монастирського та проспекту Повітряних сил у місті Київ. Названий на честь російського політика і державного діяча, опозиціонера Бориса Нємцова.  

## Історія
15 листопада 2018 року Київрада присвоїла скверу на розі вулиці Сурикова та Повітрофлотського проспекту у Києві ім’я Бориса Нємцова.
15 березня 2019 року Мер Києва Віталій Кличко відкрив у Києві сквер імені російського опозиціонера Бориса Нємцова, вбитого чотири роки тому в Москві. Перейменований сквер і меморіальну дошку мер відкрив разом із донькою політика Жанною Нємцовою.
“Сьогодні ми відкрили сквер імені Бориса Нємцова і меморіальну дошку в його пам'ять, яка буде нагадувати про великого друга України, про того, хто приїжджав до Києва і завжди розумів, що багато речей залежить від України. Він бажав змін і реформ. Ця людина залишиться з нами доти, поки буде жити пам'ять про нього. І буде нагадувати російському посольству тут в місті Києві, і в Вашингтоні, і в Вільнюсі про те, що є люди, які борються за свободу і свою державу”, - наголосив під час відкриття мер Києва Віталій Кличко.